# De Sims 2: Op Een Onbewoond Eiland
De Sims 2: Op Een Onbewoond Eiland (Engels: The Sims 2: Castaway) is een levenssimulatiespel uit de De Sims-serie. In België en Nederland kwam het voor verscheidene spelcomputers uit op 26 oktober 2007.

## Gameplay
Na een bootongeluk spoelt een Sim aan op een onbewoond eiland. Deze moet zien te overleven met het plaatselijke voedsel zoals fruit, noten en vis en proberen met materiaal dat op het eiland te vinden is (hout, palmbladeren, enzovoort) huizen en voorwerpen zoals bedden, tafels, stoelen, kleding en dergelijke, te bouwen. Terwijl kan de speler zich focussen op bepaalde opdrachten en doelen die voltooid kunnen worden. Dit is optioneel maar als de opdrachten voltooid zijn, worden nieuwe voorwerpen en locaties (eventueel op andere eilanden) vrijgespeeld. Hoe verder het spel vordert, zal de Sim de mogelijkheid hebben om betere voorwerpen te maken met beter materiaal en kunnen de geheimen van het eiland ontdekt worden. Tijdens het spelen wordt duidelijk dat het eiland niet volledig onbewoond is. Ofwel was de Sim samen met andere Sims aan boord op een plezierboot, ofwel ontdekt de Sim mensen die ook op de een of andere manier op het eiland zijn terechtgekomen. Uiteindelijk bestaat de kans dat de Sim terug van het eiland raakt.

### Behoeften
Net zoals bij andere De Sims-spellen, moet de speler de hele tijd rekening houden met de behoeften van de Sim(s):
- Honger
- Sociaal
- Hygiëne
- Blaas
- Plezier
- Energie
- Comfort
- Omgeving

## Verwant
Dit spel heeft gelijkenissen met De Sims Eilandverhalen, dat enkel beschikbaar is voor pc.